# 旧笹川家住宅
旧笹川家住宅（きゅう ささがわけじゅうたく）は、新潟県新潟市南区味方に所在する歴史的建造物。通称笹川邸。1万4000平方メートルの敷地を有し、主屋など11棟の建造物と土地が国の重要文化財に指定されている。
所有者は新潟市であり、管理業務は同市南区地域課が行っている。

## 概要
江戸時代初期の慶安2年（1649年）から明治維新（1868年）まで9代にわたって村上藩味方組8カ村（味方・白根・板井・木場・黒鳥・北場・亀貝・小新）の大庄屋（おおじょうや）を勤めた笹川家の旧宅である。
味方組は村上藩の飛び領地、四万石領のひとつであった。七左衛門朋通（６代目）の代には、村上四万石領騒動が起こった。
米蔵に収納された年貢米は、中ノ口川を利用して新潟湊に輸送された。
笹川家は、もともと甲斐の武田家の出といわれ、武田氏の滅亡後、信州笹川村（現在の長野県飯山市）を経てこの地に移住してきたのだとされる。土蔵裏手の墓地には、武田姓の墓碑が何基か残してある。
敷地内には日本庭園が開け、一隅に「椎落葉掃き悠久の人住めり」と高浜虚子の句碑がある。
1953年（昭和28年）、柳宗悦、浜田庄司らとともに笹川家を訪れたイギリスの陶芸家バーナード・リーチは「わたしのこれまでに見たうちで最も魅力ある家屋の一つ」と、この家の印象を手記に書き残している。
1954年（昭和29年）に表門や表座敷が国の重要文化財に指定され、1970年（昭和45年）に旧味方村に移管された。その後、1978年（昭和53年）に米蔵や井戸小屋が重要文化財に追加指定された。

## 建築
当住宅の特色は、大庄屋の役宅としての「主屋」の部分と、家族の日常生活の場である「居室」の部分が別棟となり、公私が明確に分けられている点にある。主屋（重要文化財指定名称は「表座敷及び台所」）は、東を正面として建てられ、桁行15間半（34.3メートル）、梁間7間（17.6メートル）。寄棟造、銅板葺き（もとはこけら葺き）。棟札から文政9年（1826年）の上棟と判明する。
主屋の正面左寄りには切妻造の式台玄関が突出する。そのすぐ右手（北）には柵を設けた脇玄関があり、そのさらに右手に一般玄関、もっとも右（下手）には土間への入口がある。このように、建物正面には4つもの入口がある。
式台玄関を入った先は18畳の「三の間」、その下手（右）、すなわち脇玄関を入ったところには28畳の「広間」がある。「三の間」の上手（左）には「二の間」があり、「二の間」の西には「上段の間」がある。「三の間」「二の間」「上段の間」の3室は矩折り（L字形）に連なり、役宅の接客用の表座敷を構成する。これらの室の外側には畳廊下と濡縁を回す。「二の間」と「上段の間」は、普通の畳を敷けばそれぞれ15畳及び12畳半の広さだが、本住宅の場合は特別に大きいサイズの畳を敷き、それぞれ12畳及び9畳になっている。以上の各室は内法（床から鴨居までの高さ）が高く、その分、建具も大型になっている。「広間」は梁組を現し、そのさらに上方に天井を張るため、天井高は4.9メートルに達する。
主屋の下手（北側）には土間を設け、土間の奥（西側）には板敷の「台所」（「囲炉裏の間」とも）がある。ここは往時は笹川家の使用人のたまり場になっていた。
居室部棟は、主屋の背後（西）に別棟で建ち、主屋とは渡廊下で接続している。桁行12間半（26.5メートル）、梁間5間（13.0メートル）。寄棟造、桟瓦葺き。棟札から、主屋よりやや早い文政4年（1821年）の上棟と判明する。居室部は主屋とは異なって棟を東西方向にして建てられており、内部は多くの室に分けられ、茶の間や家族用の座敷などを設ける。主体部南側の東端と西端に突出部を設け、さらに北側中央付近には「勝手」が突出する。東の突出部は客間であり、西の突出部は納戸（寝室）などを設ける。西の突出部のさらに先には矩折りに仏間がある。西の突出部の2階は明治末期に増築したもので、もとは平屋建てであった。

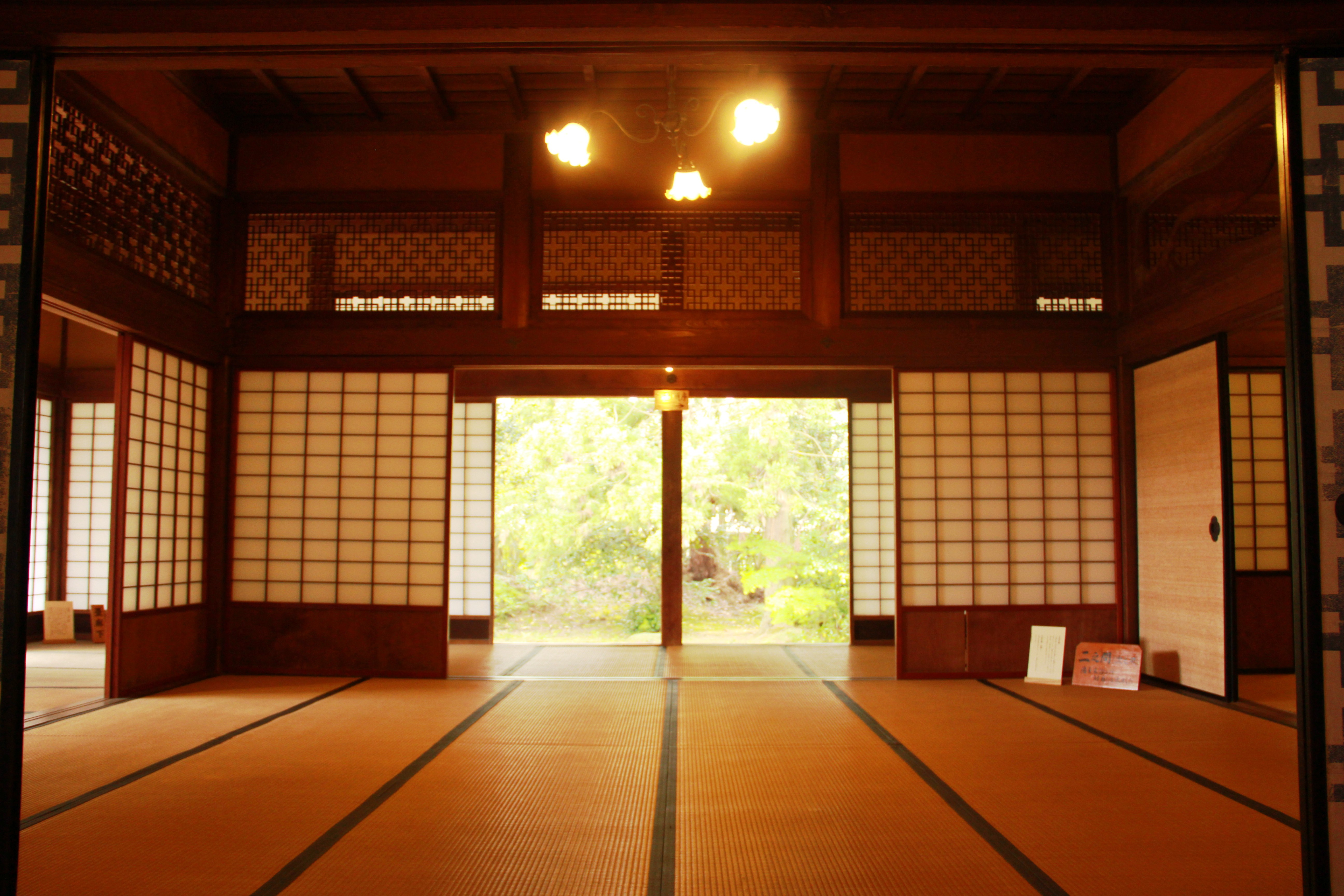
主屋の二の間
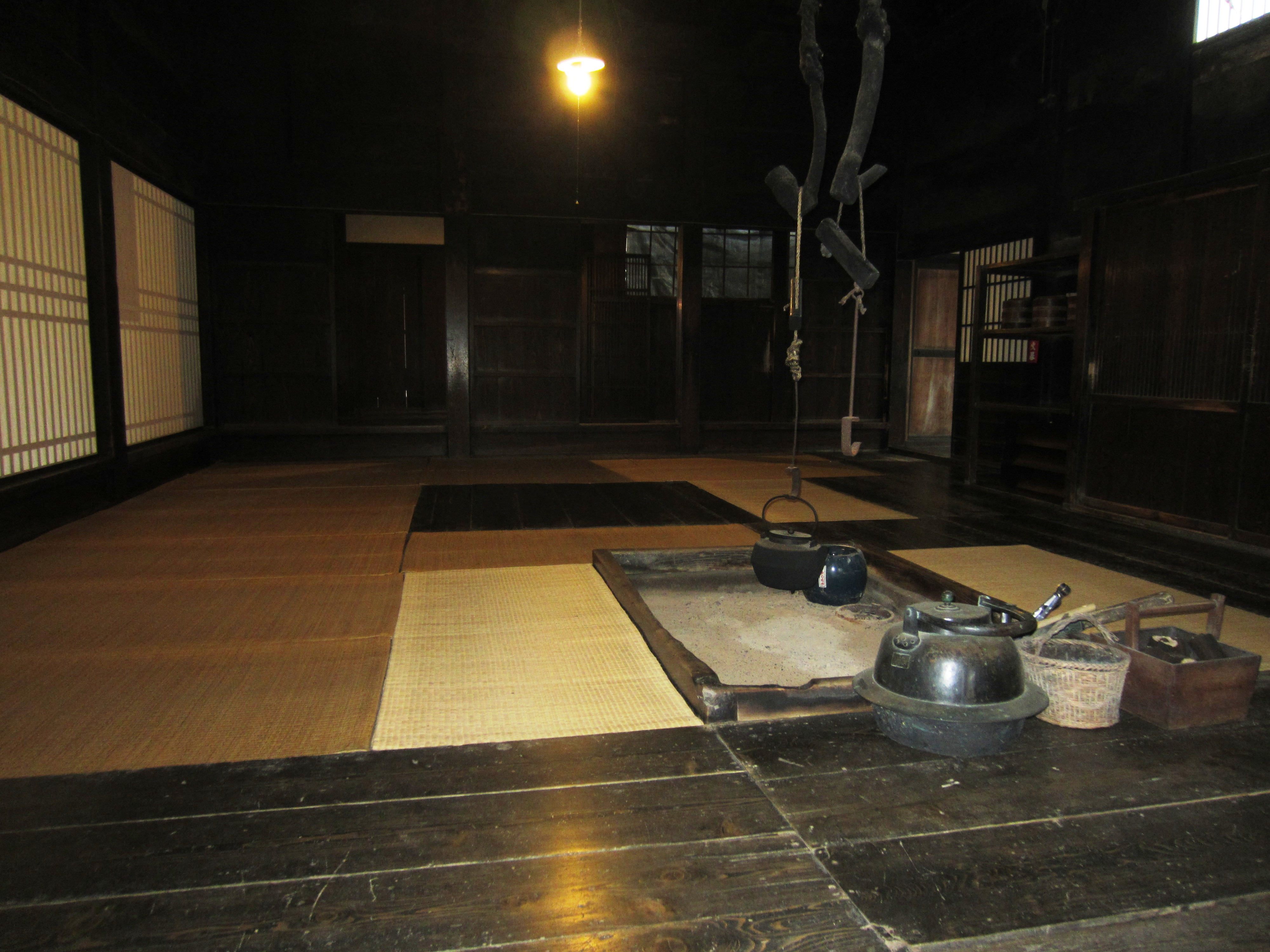
主屋の台所
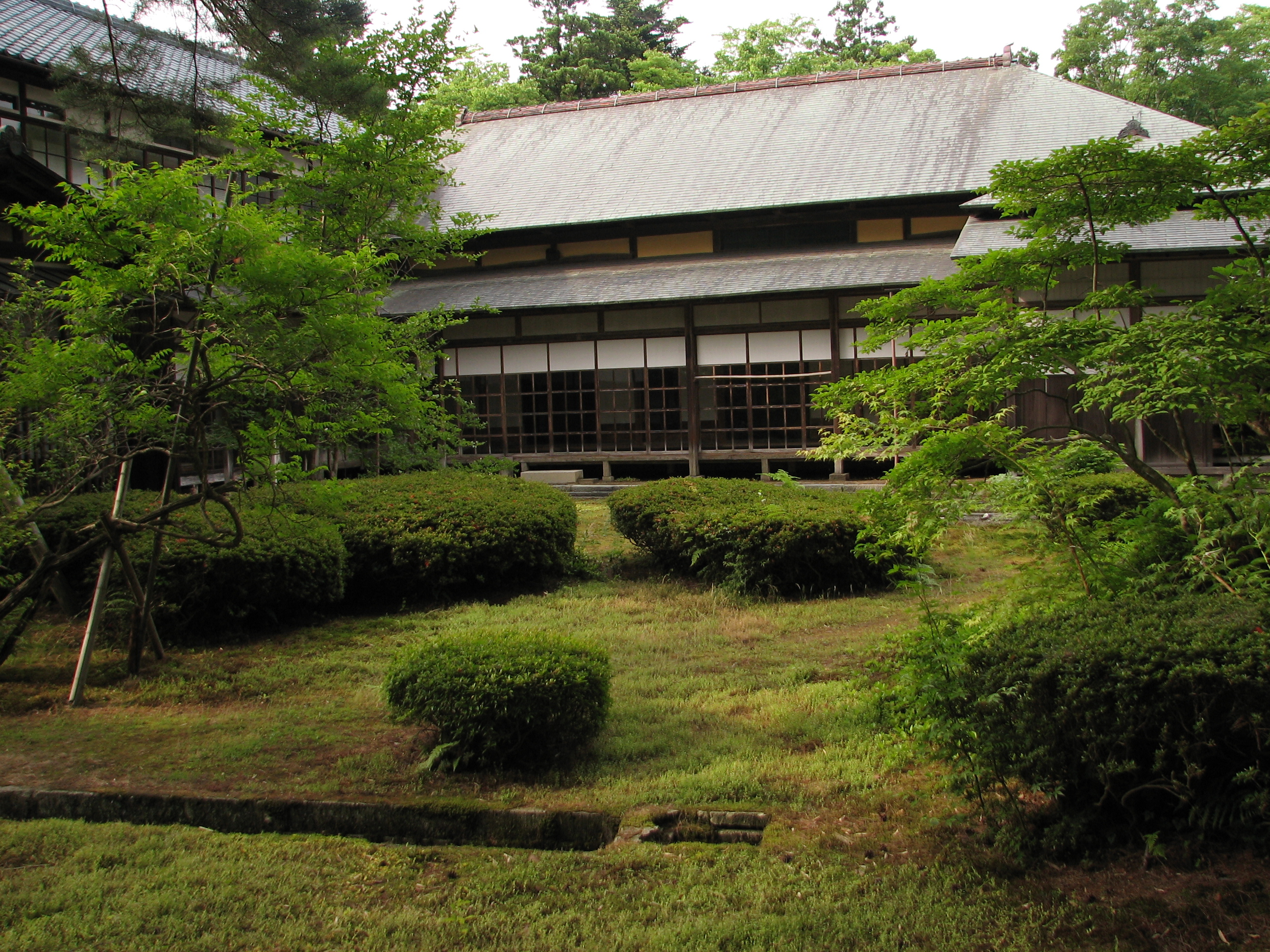
居室部棟
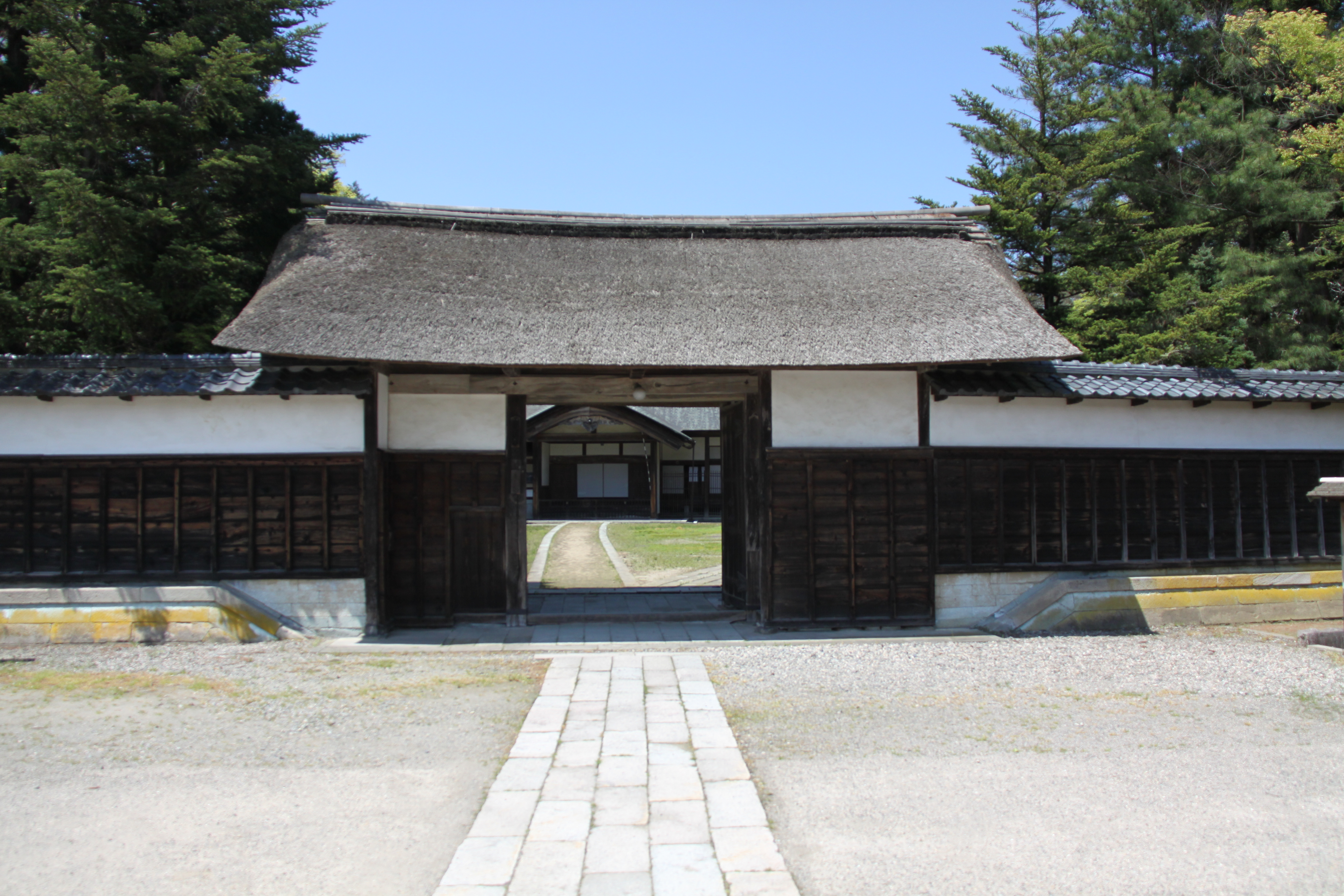
表門

## 指定文化財
以下の11棟と土地が国の重要文化財に指定されている。
- 表座敷及び台所（主屋）
- 居室部
- 表門
- 文庫
- 雑蔵
- 奥土蔵
- 米蔵
- 飯米蔵
- 三戸前口土蔵
- 井戸小屋
- 外便所
- 土地 14,252.24m2（堀、土塁、板塀、裏門、庭塀を含む）

主屋、居室部、表門、文庫、雑蔵、奥土蔵は1954年（昭和29年）3月20日付で国の重要文化財に指定され、他の5棟と土地は1978年（昭和53年）5月31日付および1991年（平成3年）5月31日付で追加指定された。主屋は1826年（文政9年）、居室部は1821年（文政4年）、表門は1799年（寛政11年）の建立であり、他の付属建物は江戸時代末期から明治時代の建立である。

## 観覧料
近隣に所在する新潟市曽我・平澤記念館との一体的な運営が行われている。観覧料は両施設とも同一額で、どちらか一方の観覧料を支払えば、当日中に両施設とも観覧することができる。
- 一般（15歳以上） 500円
- 小・中学生 300円

- 20人以上の団体には割引が適用される。
  - 一般 400円
  - 小・中学生 200円

## 交通
- 新潟交通 W8 味方線「笹川邸入口」バス停より東へ徒歩約3分
  - W80系統（青山 - 味方・月潟）・W81系統（青山 - 木場・味方・潟東営業所）のいずれも利用可能。青山発着の路線であるため、新潟駅方面からはBRT萬代橋ラインからの乗り換えとなる。
- 北陸自動車道・巻潟東ICから車で約20分
- 国道8号・白根四ツ興野交差点から車で約5分